# 遺伝
遺伝（いでん、英: heredity）は、生殖によって、親から子へと形質が伝わる現象のことであり、生物の基本的な性質の一つである。素朴な意味では、親子に似通った点があれば、「遺伝によるものだ」、という言い方をする。しかし生命現象としての遺伝は、後天的な母子感染による疾患や、非物質的情報伝達（学習など）による行動の類似化などを含まない。

## 概要
遺伝現象は、人間の親子関係や栽培植物、家畜やペットの育種などを通じて意識され、そのような中で、単にすべての形質が親から子に伝わるものではなく、伝わりにくい形質や、何世代かをおいて出現する形質があることなど、さまざまな不思議な点があることが意識されるようになり、科学的な解明が始められた。また、品種改良などにおいては、経験則の下で進められていたものに、はっきりした理屈が与えられれば、さらに発展が見込めることなど、実用的必要性もあった。そういう中から遺伝学が発展してきたものである。
グレゴール・ヨハン・メンデルによる遺伝法則の発見によって遺伝子の存在が示唆された。後に染色体がその担体であり、娘細胞へ分配されることにより遺伝情報が伝わることが示された。つまり細胞の核が遺伝子を擁して細胞を統括する。核以外に存在する遺伝因子による現象を細胞質遺伝という。
現在では遺伝子は核酸（DNAもしくはRNA）の機能的単位を示すものとして事実上定義される。このため、遺伝子≠遺伝情報 であることには注意が必要である。遺伝子はあくまで遺伝情報の数ある担体の一つ、である（2015現在の現代科学においてはその中でも最重要の担体ではあろうとは考えられている）。遺伝子ではない遺伝情報の担体としては、プリオン、ウイロイドなどが分かり易い例としてあげられるであろう。
実際、近年の学生向けの生物学や入門書などでは、分子生物学的な研究の進展にしたがって、遺伝について遺伝子を用いた分子レベルの解説が中心となっている。だが、学問的に厳密に言えば、遺伝子以外の要素によって起きる、親子間の何らかの性質の継承も、研究者間では扱われることがあるのである。上に挙げたプリオン、ウイロイド以外にも、例えば母体が持つ細胞が直接に子へと移るキメラ現象（やマイクロキメリズム）もまた、それなりに研究されている。つまり、遺伝の実相というのは、必ずしも入門者向けの教科書で描かれる遺伝子がらみの説明だけで終わるような単純なものではなく、もう少し複雑な面もある、ということがすでに明らかになっているのである（エピジェネティック現象も参照）。
なお遺伝は、親と同一の形の子供を作る働きであるが、他方、生物は長い年月の中では、次第にその姿を変化させる。この変化を「進化」と呼ぶ。この両者、つまり《同一性》と《変化》は一見矛盾する。それに説明を与えようとしたのが進化論である。生物の形質の変化に関しては、多くの人々が様々な理論を提唱してきた歴史がある。ラマルクは、用不用説を唱え、チャールズ・ダーウィンはその用不用説を支持しつつも、自説の説明のために遺伝の研究の必要を感じ、ハトの遺伝を研究した。ダーウィンは遺伝のしくみに関する説としてパンゲン説を唱えたが、後にそれは否定されることになった。
ラマルクによって提唱された獲得形質に関して、分子生物学の研究結果より新たな事実が明らかになった。2014年、スイスのチューリッヒ大学のIsabelle M. Mansuyらは、遺伝子発現を制御しているマイクロRNAと呼ばれる小さな核酸分子が、遺伝に深く関与していることを発見した。彼女らは、雄のマウスに過度なストレスを与えることで、そのマウスのマイクロRNAの発現量を乱した。その結果、マイクロRNAの発現量の乱されたマウスは異常行動を示すようになった。このマウスを雌のマウスと交配させ、子マウスを生ませた。驚くべきことに、この子マウスは父親マウスと同様に異常行動を示した。つまり、父親マウスの精子中に存在している異常な発現量のマイクロRNAが子マウスに伝わり、異常な子マウスが誕生した。このことから、父親マウスが獲得した形質が、マイクロRNAを介して子に伝わったといえる。さらに、この現象は孫マウスにも観察された。これらの事実から、これまで遺伝についてはDNAが中心であると考えられており父親の経験した獲得形質が子供や孫に伝わらないとされていたが、マイクロRNAを通じて父親の経験は子孫に伝わることが明らかになった。つまり、このことはラマルクの用不用説を強く支持する根拠となり得る。ＤＮＡ。